# Cédric Garcia
Pour les articles homonymes, voir García.
Pas d'image ? Cliquez ici

a Compétitions nationales et continentales officielles uniquement.

b Matchs officiels uniquement.
Dernière mise à jour le 19 juillet 2024.
Cédric Garcia, en espagnol : Cédric García, né le 28 décembre 1982 à Toulouse (Haute-Garonne), est un joueur français, international espagnol, de rugby à XV qui évolue au poste de demi de mêlée (1,71 m pour 77 kg).

### En Club

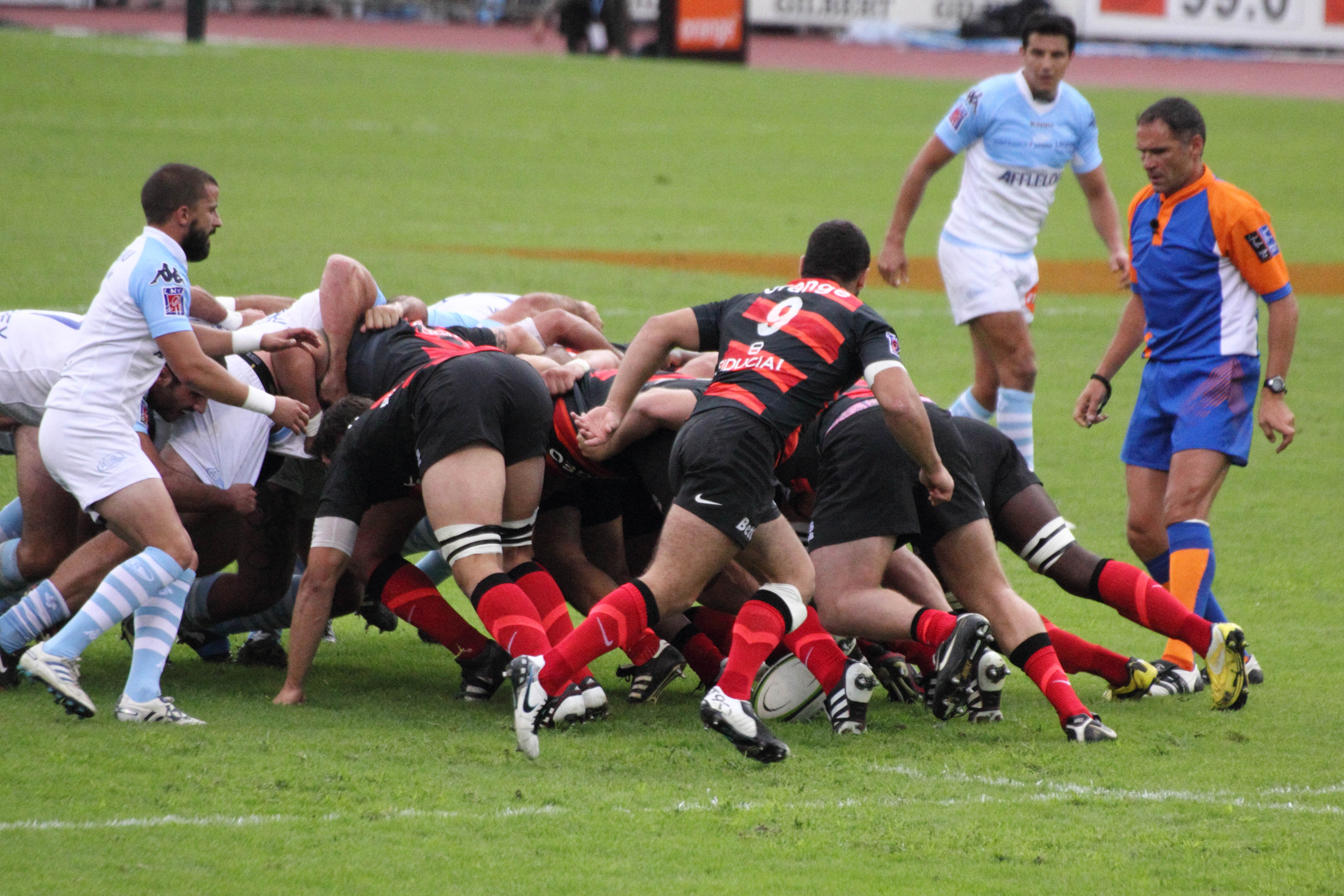
Cédric Garcia, à gauche, lors d'un match Aviron bayonnais - Stade toulousain en 2011.

## Carrière

### En équipe nationale
Il fait son premier match international avec l'équipe d'Espagne le 14 février 2004 contre l'Équipe de Russie.

### Avec les Barbarians
En septembre 2003, il joue avec les Barbarians français à l'occasion d'un match opposant le XV de France, rebaptisé pour l'occasion XV du Président (afin de contourner le règlement qui interdit tout match international à moins d'un mois de la Coupe du monde), et les Barbarians français, composés essentiellement des joueurs tricolores non retenus dans ce XV présidentiel et mis à disposition des Baa-Baas par Bernard Laporte. Ce match se déroule au Parc des sports et de l'amitié à Narbonne et voit le XV du président s'imposer 83 à 12 face aux Baa-Baas.

## Statistiques en équipe nationale
- 3 sélections
- sélections par année : 3 en 2004

## Palmarès
- Champion de France de Pro D2 : 2006
- Vainqueur du Challenge Armand Vaquerin: 2005
- Finaliste du Challenge Armand Vaquerin: 2004
- International Français des moins de 21 ans.
- Equipe nationale d'Espagne : 3 sélections (2004)